# Kfar Sirkin
Kfar Sirkin (hebrejsky כְּפַר סִירְקִין, doslova „Sirkinova vesnice“, v oficiálním přepisu do angličtiny Kefar Sirkin) je vesnice typu mošav v Izraeli, v Centrálním distriktu, v Oblastní radě Drom ha-Šaron.

## Geografie

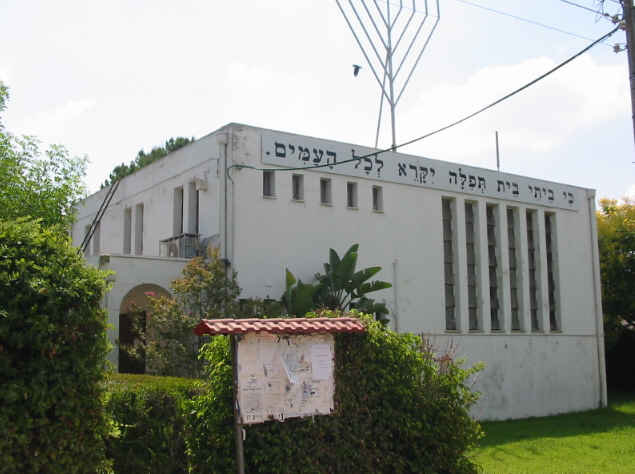
Synagoga v Kfar Sirkin

Leží v nadmořské výšce 42 metrů v hustě osídlené a zemědělsky intenzivně využívané pobřežní nížině, nedaleko od jižního okraje Šaronské planiny.
Obec se nachází 13 kilometrů od břehu Středozemního moře, cca 13 kilometrů východně od centra Tel Avivu a cca 79 kilometrů jihojihozápadně od centra Haify. Leží v silně urbanizovaném území, v kterém je zachován při řece Jarkon fragment původní zemědělské krajiny, jenž je na západě sevřen městem Petach Tikva a na východě městem Roš ha-Ajin. Kfar Sirkin obývají Židé, přičemž osídlení v tomto regionu je etnicky převážně židovské.
Kfar Sirkin je na dopravní síť napojen pomocí místních komunikací v rámci aglomerace Petach Tikva. Východně od mošavu probíhá severojižním směrem dálnice číslo 6.

## Dějiny

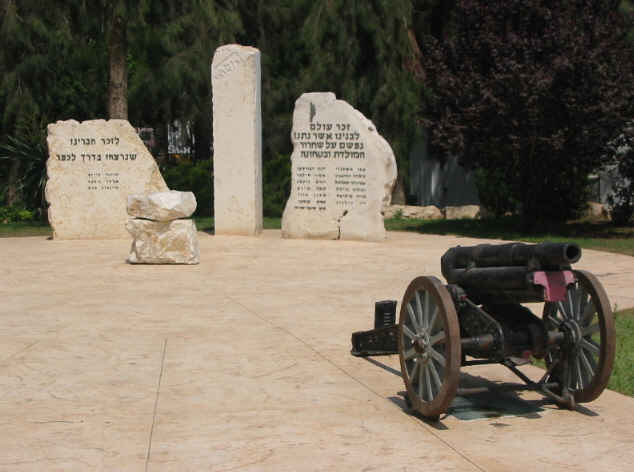
Pomník obětem válek v Kfar Sirkin

Kfar Sirkin byl založen v roce 1936. Pojmenován byl podle sionistického aktivisty Nachmana Syrkina.
Před rokem 1949 měl Kfar Sirkin rozlohu katastrálního území 1330 dunamů (1,33 kilometru čtverečního). Správní území obce dosahuje v současnosti cca 2200 dunamů (2,2 kilometry čtvereční). Místní ekonomika je založena na zemědělství.
Severně od vesnice se rozkládá základna izraelské armády. V prvních hodinách šestidenní války roku 1967 se pokusila o nálet na toto letiště jordánská armáda. Nálet ale nebyl úspěšný a vzhledem k tomu, že několik hodin předtím se podařilo izraelské armádě zničit podstatnou část egyptského letectva, obrátila se pak útočná síla izraelského letectva proti Jordánsku.

## Demografie
Podle údajů z roku 2014 tvořili naprostou většinu obyvatel v Kfar Sirkin Židé (včetně statistické kategorie "ostatní", která zahrnuje nearabské obyvatele židovského původu ale bez formální příslušnosti k židovskému náboženství).
Jde o menší obec vesnického typu s dlouhodobě rostoucí populací. K 31. prosinci 2014 zde žilo 1280 lidí. Během roku 2014 populace stoupla o 1,4 %.
| Rok            | 1948 | 1961 | 1972 | 1983 | 1995 | 2001 | 2003 | 2004 | 2005 | 2006 | 2007 | 2008 | 2009 | 2010 | 2011 | 2012 | 2013 | 2014 |
| -------------- | ---- | ---- | ---- | ---- | ---- | ---- | ---- | ---- | ---- | ---- | ---- | ---- | ---- | ---- | ---- | ---- | ---- | ---- |
| Počet obyvatel | 581  | 599  | 551  | 628  | 820  | 921  | 957  | 963  | 994  | 1006 | 1024 | 1062 | 1216 | 1265 | 1279 | 1284 | 1262 | 1280 |